# Onthophagus glasunovi
Onthophagus glasunovi är en skalbaggsart som beskrevs av Koshantschikov 1894. Onthophagus glasunovi ingår i släktet Onthophagus och familjen bladhorningar. Inga underarter finns listade i Catalogue of Life.